# Statistiche e record di Monica Seles
In questa pagina sono riportate le statistiche e i record realizzati da Monica Seles durante la sua carriera tennistica.

## Statistiche

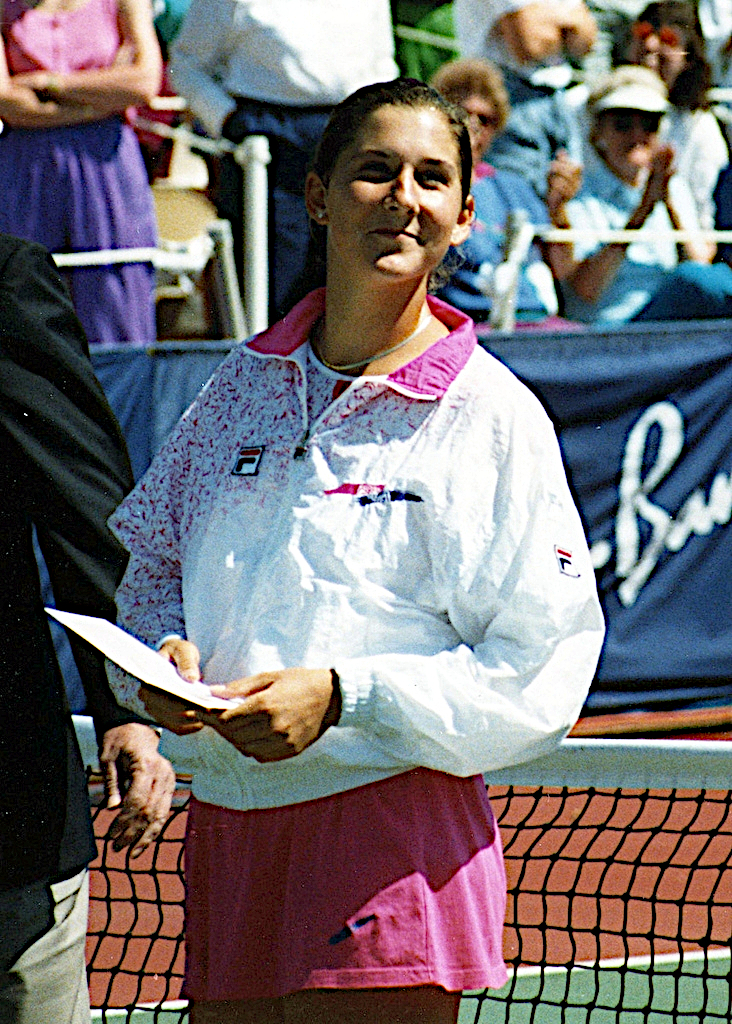
Monica Seles nel 1991

| Legenda              |
| -------------------- |
| Tier I (9)           |
| Tier II (22)         |
| Tier III (9)         |
| Tier IV (1)          |
| WTA Championship (3) |

| Titoli per superficie |
| Cemento (28)          |
| Terra (14)            |
| Erba (1)              |
| Sintetico (10)        |

#### Vittorie

##### Grande Slam (9)
| N. | Anno | Torneo              | Superficie  | Avversaria in finale    | Punteggio      |
| 1. | 1990 | Open di Francia (1) | Terra rossa | Steffi Graf             | 7–6(6), 6–4    |
| 2. | 1991 | Australian Open (1) | Cemento     | Jana Novotná            | 5–7, 6–3, 6–1  |
| 3. | 1991 | Open di Francia (2) | Terra rossa | Arantxa Sánchez Vicario | 6–3, 6–4       |
| 4. | 1991 | US Open (1)         | Cemento     | Martina Navrátilová     | 7–6(1), 6–1    |
| 5. | 1992 | Australian Open (2) | Cemento     | Mary Joe Fernández      | 6–2, 6–3       |
| 6. | 1992 | Open di Francia (3) | Terra rossa | Steffi Graf             | 6–2, 3–6, 10–8 |
| 7. | 1992 | US Open (2)         | Cemento     | Arantxa Sánchez Vicario | 6–3, 6–3       |
| 8. | 1993 | Australian Open (3) | Cemento     | Steffi Graf             | 4–6, 6–3, 6–2  |
| 9. | 1996 | Australian Open (4) | Cemento     | Anke Huber              | 6–4, 6–1       |

##### Altri titoli (44)
| N.  | Data              | Torneo                                                                   | Superficie       | Avversaria in finale      | Punteggio               |
| --- | ----------------- | ------------------------------------------------------------------------ | ---------------- | ------------------------- | ----------------------- |
| 1.  | 30 aprile 1989    | Virginia Slims of Houston, Houston (1)                                   | Terra rossa      | Chris Evert               | 3–6, 6–1, 6–4           |
| 2.  | 25 marzo 1990     | Miami Open, Miami (1)                                                    | Cemento          | Judith Wiesner            | 6–1, 6–2                |
| 3.  | 1º aprile 1990    | U.S. Women's Hard Court Championships, San Antonio                       | Cemento          | Manuela Maleeva-Fragniere | 6–4, 6–3                |
| 4.  | 22 aprile 1990    | Eckerd Tennis Open, Tampa                                                | Terra rossa      | Katerina Maleeva          | 6–1, 6–0                |
| 5.  | 13 maggio 1990    | Internazionali d'Italia, Roma (1)                                        | Terra rossa      | Martina Navrátilová       | 6–1, 6–1                |
| 6.  | 20 maggio 1990    | WTA German Open, Berlino                                                 | Terra rossa      | Steffi Graf               | 6–4, 6–3                |
| 7.  | 19 agosto 1990    | East West Bank Classic, Manhattan Beach (1)                              | Cemento          | Martina Navrátilová       | 6–4, 3–6, 7–6(6)        |
| 8.  | 4 novembre 1990   | Bank of the West Classic, Oakland (1)                                    | Sintetico indoor | Martina Navrátilová       | 6–3, 7–6(5)             |
| 9.  | 18 novembre 1990  | WTA Tour Championships, New York (1)                                     | Sintetico indoor | Gabriela Sabatini         | 6–4, 5–7, 3–6, 6–4, 6–2 |
| 10. | 24 marzo 1991     | Lipton International Players Championships, Miami (2)                    | Cemento          | Gabriela Sabatini         | 6–3, 7–5                |
| 11. | 21 aprile 1991    | Virginia Slims of Houston, Houston (2)                                   | Terra rossa      | Mary Joe Fernández        | 6–4, 6–3                |
| 12. | 18 agosto 1991    | East West Bank Classic, Manhattan Beach (2)                              | Cemento          | Kimiko Date               | 6–3, 6–1                |
| 13. | 22 settembre 1991 | Nichirei International Championships, Tokyo (1)                          | Cemento          | Mary Joe Fernandez        | 6–1, 6–1                |
| 14. | 6 ottobre 1991    | Milan Indoor, Milano                                                     | Sintetico indoor | Martina Navrátilová       | 6–3, 3–6, 6–4           |
| 15. | 17 novembre 1991  | Advanta Championships of Philadelphia, Filadelfia                        | Sintetico indoor | Jennifer Capriati         | 7–5, 6–1                |
| 16. | 24 novembre 1991  | WTA Tour Championships, New York (2)                                     | Sintetico indoor | Martina Navrátilová       | 6–4, 3–6, 7–5, 6–0      |
| 17. | 9 febbraio 1992   | Faber Grand Prix, Essen                                                  | Sintetico indoor | Mary Joe Fernandez        | 6–0, 6–3                |
| 18. | 1º marzo 1992     | Newsweek Champions Cup and the Matrix Essentials Evert Cup, Indian Wells | Cemento          | Conchita Martínez         | 6–3, 6–1                |
| 19. | 19 aprile 1992    | Virginia Slims of Houston, Houston (3)                                   | Terra rossa      | Zina Garrison             | 6–1, 6–1                |
| 20. | 26 aprile 1992    | Barcelona Ladies Open, Barcellona (1)                                    | Terra rossa      | Arantxa Sánchez Vicario   | 3–6, 6–2, 6–3           |
| 21. | 27 settembre 1992 | Nichirei International Championships, Tokyo (2)                          | Cemento          | Gabriela Sabatini         | 6–2, 6–0                |
| 22. | 8 novembre 1992   | Bank of the West Classic, Oakland (2)                                    | Sintetico indoor | Martina Navrátilová       | 6–3, 6–4                |
| 23. | 22 novembre 1992  | WTA Tour Championships, New York (3)                                     | Sintetico indoor | Martina Navrátilová       | 7–5, 6–3, 6–1           |
| 24. | 14 febbraio 1993  | Ameritech Cup, Chicago                                                   | Sintetico indoor | Martina Navrátilová       | 3–6, 6–2, 6–1           |
| 25. | 20 agosto 1995    | Canada Open, Toronto (1)                                                 | Cemento          | Amanda Coetzer            | 6–0, 6–1                |
| 26. | 14 gennaio 1996   | Sydney International, Sydney                                             | Cemento          | Lindsay Davenport         | 4–6, 7–6(7), 6–3        |
| 27. | 22 giugno 1996    | International Women's Open, Eastbourne                                   | Erba             | Mary Joe Fernandez        | 6–0, 6–2                |
| 28. | 11 agosto 1996    | Canada Open, Montreal (2)                                                | Cemento          | Arantxa Sánchez Vicario   | 6–1, 7–6(2)             |
| 29. | 22 settembre 1996 | Nichirei International Championships, Tokyo (3)                          | Cemento          | Arantxa Sánchez Vicario   | 6–1, 6–4                |
| 30. | 10 agosto 1997    | East West Bank Classic, Los Angeles (3)                                  | Cemento          | Lindsay Davenport         | 5–7, 7–5, 6–4           |
| 31. | 17 agosto 1997    | Canada Open, Toronto (3)                                                 | Cemento          | Anke Huber                | 6–2, 6–4                |
| 32. | 21 settembre 1997 | Toyota Princess Cup, Tokyo (3)                                           | Cemento          | Arantxa Sánchez Vicario   | 6–1, 3–6, 7–6(5)        |
| 33. | 23 agosto 1998    | Canada Open, Montreal (4)                                                | Cemento          | Arantxa Sánchez Vicario   | 6–3, 6–2                |
| 34. | 27 settembre 1998 | Toyota Princess Cup, Tokyo (5)                                           | Cemento          | Arantxa Sánchez Vicario   | 4–6, 6–3, 6–4           |
| 35. | 11 aprile 1999    | Bausch & Lomb Championships, Amelia Island (1)                           | Terra verde      | Ruxandra Dragomir         | 6–2, 6–3                |
| 36. | 27 febbraio 2000  | IGA U.S. Indoor Championships, Oklahoma City (1)                         | Sintetico indoor | Nathalie Dechy            | 6–1, 7–6(3)             |
| 37. | 16 aprile 2000    | Bausch & Lomb Championships, Amelia Island (2)                           | Terra verde      | Conchita Martínez         | 6–3, 6–2                |
| 38. | 21 maggio 2000    | Rome Masters, Roma (2)                                                   | Terra rossa      | Amélie Mauresmo           | 6–2, 7–6(4)             |
| 39. | 25 febbraio 2001  | IGA U.S. Indoor Championships, Oklahoma City (2)                         | Sintetico indoor | Jennifer Capriati         | 6–3, 5–7, 6–2           |
| 40. | 15 settembre 2001 | Brasil Open, Bahia                                                       | Cemento          | Jelena Dokić              | 6–3, 6–3                |
| 41. | 7 ottobre 2001    | Japan Open Tennis Championships, Tokyo                                   | Cemento          | Tamarine Tanasugarn       | 6–3, 6–2                |
| 42. | 14 ottobre 2001   | China Open, Shanghai                                                     | Cemento          | Nicole Pratt              | 6–2, 6–3                |
| 43. | 17 febbraio 2002  | Qatar Total Open, Doha                                                   | Cemento          | Tamarine Tanasugarn       | 7–6(6), 6–3             |
| 44. | 25 maggio 2002    | Madrid Open, Madrid                                                      | Terra rossa      | Chanda Rubin              | 6–4, 6–2                |

#### Sconfitte

##### Grande Slam (4)
| N. | Anno | Torneo          | Superficie  | Avversaria in finale    | Punteggio        |
| 1  | 1992 | Wimbledon       | Erba        | Steffi Graf             | 6–2, 6–1         |
|    | 1995 | US Open         | Cemento     | Steffi Graf             | 7–6(6), 0–6, 6–3 |
| 3  | 1996 | US Open         | Cemento     | Steffi Graf             | 7–5, 6–4         |
| 4  | 1998 | Open di Francia | Terra rossa | Arantxa Sánchez Vicario | 7–6(5), 0–6, 6–2 |

##### Altre finali perse (28)
| N.  | Settimana         | Torneo                                             | Superficie       | Avversaria in finale    | Punteggio        |
| --- | ----------------- | -------------------------------------------------- | ---------------- | ----------------------- | ---------------- |
| 1.  | 18 settembre 1989 | Virginia Slims of Dallas, Dallas                   | Sintetico indoor | Martina Navrátilová     | 7–6(2), 6–3      |
| 2.  | 23 ottobre 1989   | Brighton International, Brighton                   | Sintetico indoor | Steffi Graf             | 7–5, 6–4         |
| 3.  | 25 febbraio 1991  | Virginia Slims of Palm Springs, Palm Springs       | Cemento          | Martina Navrátilová     | 6–2, 7–6(6)      |
| 4.  | 25 marzo 1991     | U.S. Women's Hard Court Championships, San Antonio | Cemento          | Steffi Graf             | 6–4, 6–3         |
| 5.  | 29 aprile 1991    | Citizen Cup, Amburgo                               | Terra rossa      | Steffi Graf             | 7–5, 6(4)–7, 6–3 |
| 6.  | 6 maggio 1991     | Internazionali d'Italia, Roma                      | Terra rossa      | Gabriela Sabatini       | 6–3, 6–2         |
| 7.  | 29 agosto 1991    | San Diego Open, San Diego                          | Cemento          | Jennifer Capriati       | 4–6, 6–1, 7–6(2) |
| 8.  | 4 novembre 1991   | Bank of the West Classic, Oakland                  | Sintetico indoor | Martina Navrátilová     | 6–3, 3–6, 6–3    |
| 9.  | 3 maggio 1992     | Internazionali d'Italia, Roma                      | Terra rossa      | Gabriela Sabatini       | 7–5, 6–4         |
| 10. | 10 agosto 1992    | East West Bank Classic, Manhattan Beach            | Cemento          | Martina Navrátilová     | 6–4, 6–2         |
| 11. | 17 agosto 1992    | Canada Open, Montréal                              | Cemento          | Arantxa Sánchez Vicario | 6–4, 3–6, 6–4    |
| 12. | 21 febbraio 1993  | Open Gaz de France, Parigi                         | Cemento indoor   | Martina Navrátilová     | 6–3, 4–6, 7–6(3) |
| 13. | 4 novembre 1996   | Bank of the West Classic, Oakland                  | Sintetico indoor | Martina Hingis          | 6–2, 6–0         |
| 14. | 20 marzo 1997     | Lipton Championships, Miami                        | Cemento          | Martina Hingis          | 6–2, 6–1         |
| 15. | 31 marzo 1997     | Family Circle Cup, Hilton Head                     | Terra verde      | Martina Hingis          | 3–6, 6–3, 7–6(5) |
| 16. | 19 maggio 1997    | Madrid Open, Madrid                                | Terra rossa      | Jana Novotná            | 7–5, 6–1         |
| 17. | 28 luglio 1997    | San Diego Open, San Diego                          | Cemento          | Martina Hingis          | 7–6(4), 6–4      |
| 18. | 19 ottobre 1998   | Kremlin Cup, Mosca                                 | Sintetico indoor | Mary Pierce             | 7–6(2), 6–3      |
| 19. | 16 agosto 1999    | Canada Open, Toronto                               | Cemento          | Martina Hingis          | 6–4, 6–4         |
| 20. | 20 settembre 1999 | Toyota Princess Cup, Tokyo                         | Cemento          | Lindsay Davenport       | 7–5, 7–6(1)      |
| 21. | 31 luglio 2000    | Acura Classic, San Diego                           | Cemento          | Venus Williams          | 6–0, 6(3)–7, 6–3 |
| 22. | 21 agosto 2000    | Pilot Pen Tennis, New Haven                        | Cemento          | Venus Williams          | 6–2, 6–4         |
| 23. | 13 novembre 2000  | WTA Tour Championships, New York                   | Sintetico indoor | Martina Hingis          | 6(5)–7, 6–4, 6–4 |
| 24. | 30 luglio 2001    | Acura Classic, San Diego                           | Cemento          | Venus Williams          | 6–2, 6–3         |
| 25. | 6 agosto 2001     | East West Bank Classic, Manhattan Beach            | Cemento          | Lindsay Davenport       | 6–3, 7–5         |
| 26. | 28 gennaio 2002   | Toray Pan Pacific Open, Tokyo                      | Sintetico indoor | Martina Hingis          | 7–6(6), 4–6, 6–3 |
| 27. | 27 gennaio 2003   | Toray Pan Pacific Open, Tokyo                      | Sintetico indoor | Lindsay Davenport       | 6(6)–7, 6–1, 6–2 |
| 28. | 17 febbraio 2003  | Dubai Tennis Championships, Dubai                  | Cemento          | Justine Henin-Hardenne  | 4–6, 7–6(4), 7–5 |

### Doppio

#### Vittorie

##### Grande Slam (0)
Nessun titolo di doppio femminile vinto

##### Altri titoli
| N. | Settimana         | Torneo                                             | Superficie  | Compagna          | Avversarie in finale                       | Punteggio   |
| -- | ----------------- | -------------------------------------------------- | ----------- | ----------------- | ------------------------------------------ | ----------- |
|    | 7 maggio 1990     | Internazionali d'Italia, Roma                      | Terra rossa | Helen Kelesi      | Laura Garrone Laura Golarsa                | 6–3, 6–4    |
|    | 25 marzo 1991     | U.S. Women's Hard Court Championships, San Antonio | Cemento     | Patty Fendick     | Jill Hetherington Kathy Rinaldi            | 7–6(2), 6–2 |
|    | 6 maggio 1991     | Internazionali d'Italia, Roma                      | Terra rossa | Jennifer Capriati | Nicole Bradtke Elna Reinach                | 7–5, 6–2    |
| 4  | 3 maggio 1992     | Internazionali d'Italia, Roma                      | Terra rossa | Helena Suková     | Katerina Maleeva Barbara Rittner           | 6–1, 6–2    |
|    | 15 settembre 1997 | Toyota Princess Cup, Tokyo                         | Cemento     | Ai Sugiyama       | Julie Halard-Decugis Chanda Rubin          | 6–1, 6–0    |
|    | 21 settembre 1998 | Toyota Princess Cup, Tokyo                         | Cemento     | Anna Kurnikova    | Mary Joe Fernández Arantxa Sánchez Vicario | 6–4, 6–4    |

#### Sconfitte

##### Grande Slam (0)
Nessuna finale di doppio femminile persa

##### Altre finali perse
| N. | Settimana       | Torneo                                            | Superficie       | Compagna           | Avversarie in finale             | Punteggio        |
| -- | --------------- | ------------------------------------------------- | ---------------- | ------------------ | -------------------------------- | ---------------- |
|    | 3 novembre 1997 | Ameritech Cup, Chicago                            | Sintetico indoor | Lindsay Davenport  | Alexandra Fusai Nathalie Tauziat | 6–3, 6–2         |
|    | 9 novembre 1998 | Advanta Championships of Philadelphia, Filadelfia | Sintetico indoor | Nataša Zvereva     | Elena Lichovceva Ai Sugiyama     | 7–5, 4–6, 6–2    |
|    | 18 marzo 1999   | Lipton Championships, Miami                       | Cemento          | Mary Joe Fernández | Martina Hingis Jana Novotná      | 0–6, 6–4, 7–6(1) |

### Doppio misto

#### Vittorie

##### Grande Slam (0)
Nessun titolo di doppio misto vinto

#### Sconfitte

##### Grande Slam (0)
Nessuna finale di doppio misto disputata

## Fed Cup

### Vittorie (3)
| Edizione     | Stati Uniti                                                                                   | Turno/Avversari                                                                     |
| ------------ | --------------------------------------------------------------------------------------------- | ----------------------------------------------------------------------------------- |
| Fed Cup 1996 | Monica Seles Lindsay Davenport Mary Joe Fernández Jennifer Capriati Linda Wild Gigi Fernández | QF: Austria 2–3 Stati Uniti SF: Giappone 0–5 Stati Uniti FN: Stati Uniti 5–0 Spagna |
| Fed Cup 1999 | Monica Seles Venus Williams Serena Williams Chanda Rubin Lindsay Davenport                    | QF: Stati Uniti 5–0 Croazia SF: Italia 1–4 Stati Uniti FN: Stati Uniti 4–1 Russia   |
| Fed Cup 2000 | Monica Seles Lindsay Davenport Jennifer Capriati Lisa Raymond                                 | SF: Stati Uniti 2–1 Belgio FN: Stati Uniti 5–0 Spagna                               |

### Partecipazioni (19)

#### Singolare (17)
| Edizione              | Turno                | Data          | Sede        | Avversario         | Superficie              | Avversaria | V/S           | Risultato       | Risultato della squadra |
| --------------------- | -------------------- | ------------- | ----------- | ------------------ | ----------------------- | ---------- | ------------- | --------------- | ----------------------- |
| Fed Cup 1996          |                      |               |             |                    |                         |            |               |                 |                         |
| SF                    | 13–14 luglio 1996    | Nagoya        | Giappone    | Sintetico indoor   | Ai Sugiyama             | Vittoria   | 6–2, 6–2      | Vittoria (5–0)  |                         |
| SF                    | 13–14 luglio 1996    | Nagoya        | Giappone    | Sintetico indoor   | Kimiko Date             | Vittoria   | 6–0, 6–2      | Vittoria (5–0)  |                         |
| F                     | 28–29 settembre 1996 | Atlantic City | Spagna      | Sintetico indoor   | Conchita Martínez       | Vittoria   | 6–2, 6–4      | Vittoria (5–0)  |                         |
| F                     | 28–29 settembre 1996 | Atlantic City | Spagna      | Sintetico indoor   | Arantxa Sánchez Vicario | Vittoria   | 3–6, 6–3, 6–1 | Vittoria (5–0)  |                         |
| Fed Cup 1998          |                      |               |             |                    |                         |            |               |                 |                         |
| QF                    | 18–19 aprile 1998    | Kiawah Island | Paesi Bassi | Terra rossa        | Miriam Oremans          | Vittoria   | 6–1, 6–2      | Vittoria (5–0)  |                         |
| QF                    | 18–19 aprile 1998    | Kiawah Island | Paesi Bassi | Terra rossa        | Amanda Hopmans          | Vittoria   | 6–1, 6–2      | Vittoria (5–0)  |                         |
| SF                    | 25–26 luglio 1998    | Madrid        | Spagna      | Terra rossa        | Conchita Martínez       | Vittoria   | 6–3, 3–6, 6–1 | Sconfitta (2–3) |                         |
| SF                    | 25–26 luglio 1998    | Madrid        | Spagna      | Terra rossa        | Arantxa Sánchez Vicario | Vittoria   | 6–4, 6–0      | Sconfitta (2–3) |                         |
| Fed Cup 1999          |                      |               |             |                    |                         |            |               |                 |                         |
| QF                    | 17–18 aprile 1999    | Raleigh       | Croazia     | Terra rossa indoor | Silvija Talaja          | Vittoria   | 6–3, 6–1      | Win (5–0)       |                         |
| QF                    | 17–18 aprile 1999    | Raleigh       | Croazia     | Terra rossa indoor | Iva Majoli              | Vittoria   | 6–0, 6–3      | Win (5–0)       |                         |
| SF                    | 24 luglio 1999       | Ancona        | Italia      | Terra rossa        | Silvia Farina           | Sconfitta  | 4–6, 6–4, 4–6 | Vittoria (4–1)  |                         |
| Fed Cup 2000          |                      |               |             |                    |                         |            |               |                 |                         |
| SF                    | 22 novembre 2000     | Las Vegas     | Belgio      | Sintetico indoor   | Justine Henin           | Vittoria   | 7–6(1), 6–2   | Vittoria (2–1)  |                         |
| F                     | 24 novembre 2000     | Las Vegas     | Spagna      | Sintetico indoor   | Conchita Martínez       | Vittoria   | 6–2, 6–3      | Vittoria (5–0)  |                         |
| Fed Cup 2002          |                      |               |             |                    |                         |            |               |                 |                         |
| 1º Turno              | 28–29 aprile 2002    | Charlotte     | Austria     | Terra rossa        | Barbara Schwartz        | Sconfitta  | 6(7)–7, 2–6   | Sconfitta (2–3) |                         |
| 1º Turno              | 28–29 aprile 2002    | Charlotte     | Austria     | Terra rossa        | Evelyn Fauth            | Vittoria   | 6–3, 6–3      | Sconfitta (2–3) |                         |
| World Group Play-offs | 20–21 luglio 2002    | Springfield   | Israele     | Cemento            | Tzipora Obziler         | Vittoria   | 6–4, 6–2      | Vittoria (5–0)  |                         |
| World Group Play-offs | 20–21 luglio 2002    | Springfield   | Israele     | Cemento            | Anna Smashnova          | Vittoria   | 6–4, 6–0      | Vittoria (5–0)  |                         |

#### Doppio (2)
| Edizione     | Turno             | Data      | Sede         | Compagna | Avversario  | Superficie                  | Avversaria | V/S         | Risultato       | Risultato della squadra |
| ------------ | ----------------- | --------- | ------------ | -------- | ----------- | --------------------------- | ---------- | ----------- | --------------- | ----------------------- |
| Fed Cup 1999 |                   |           |              |          |             |                             |            |             |                 |                         |
| QF           | 17–18 aprile 1999 | Raleigh   | Chanda Rubin | Croazia  | Terra rossa | Iva Majoli Silvija Talaja   | Vittoria   | 6–3, 6–2    | Vittoria (5–0)  |                         |
| Fed Cup 2002 |                   |           |              |          |             |                             |            |             |                 |                         |
| QF           | 28–29 aprile 2002 | Charlotte | Lisa Raymond | Austria  | Terra rossa | Evelyn Fauth Marion Maruska | Vittoria   | 6–1, 7–6(4) | Sconfitta (2–3) |                         |

## Risultati in progressione
| Sigla | Risultato               |
| ----- | ----------------------- |
| V     | Vincitore               |
| F     | Finalista               |
| SF    | Semifinalista           |
| O     | Oro olimpico            |
| A     | Argento olimpico        |
| SF    | Bronzo olimpico         |
| QF    | Quarti di Finale        |
| 4T    | Quarto turno            |
| 3T    | Terzo turno             |
| 2T    | Secondo turno           |
| 1T    | Primo turno             |
| RR    | Round Robin             |
| LQ    | Turno di qualificazione |
| A     | Assente                 |
| ND    | Non disputato           |

| Legenda superfici    |
| -------------------- |
| Cemento              |
| Terra battuta        |
| Erba                 |
| Superficie variabile |

### Singolare
|                           |         |        | Jugoslavia    | Jugoslavia    | Jugoslavia    | Jugoslavia    | Jugoslavia    | Jugoslavia    | Jugoslavia    | Stati Uniti   | Stati Uniti   | Stati Uniti   | Stati Uniti   | Stati Uniti   | Stati Uniti   | Stati Uniti   | Stati Uniti   | Stati Uniti   |
| Torneo                    | V–S     | Titoli | 1988          | 1989          | 1990          | 1991          | 1992          | 1993          | 1994          | 1995          | 1996          | 1997          | 1998          | 1999          | 2000          | 2001          | 2002          | 2003          |
| Tornei del Grande Slam    |         |        |               |               |               |               |               |               |               |               |               |               |               |               |               |               |               |               |
| Australian Open           | 43–4    | 4 / 8  | A             | A             | A             | V             | V             | V             | A             | A             | V             | A             | A             | SF            | A             | QF            | SF            | 2T            |
| Open di Francia           | 54–8    | 3 / 11 | A             | SF            | V             | V             | V             | A             | A             | A             | QF            | SF            | F             | SF            | QF            | A             | QF            | 1T            |
| Wimbledon                 | 30–9    | 0 / 9  | A             | 4T            | QF            | A             | F             | A             | A             | A             | 2T            | 3T            | QF            | 3T            | QF            | A             | QF            | A             |
| US Open                   | 53–10   | 2 / 12 | A             | 4T            | 3T            | V             | V             | A             | A             | F             | F             | QF            | QF            | QF            | QF            | 4T            | QF            | A             |
| Vittorie–Sconfitte        | 180–31  | 9 / 40 | 0–0           | 11–3          | 13–2          | 21–0          | 27–1          | 7–0           | 0–0           | 6–1           | 17–3          | 11–3          | 14–3          | 16–4          | 12–3          | 7–2           | 17–4          | 1–2           |
| Torneo di fine anno       |         |        |               |               |               |               |               |               |               |               |               |               |               |               |               |               |               |               |
| WTA Tour Championships    | 18–6    | 3 / 9  | A             | QF            | V             | V             | V             | A             | A             | A             | 4T            | 4T            | QF            | A             | F             | A             | QF            | A             |
| Giochi Olimpici           |         |        |               |               |               |               |               |               |               |               |               |               |               |               |               |               |               |               |
| Giochi Olimpici           | 9–2     | 0 / 2  | A             | Non disputato | Non disputato | Non disputato | A             | Non disputato | Non disputato | Non disputato | QF            | Non disputato | Non disputato | Non disputato | SF-B          | Non disputato | Non disputato | Non disputato |
| WTA Tier I                |         |        |               |               |               |               |               |               |               |               |               |               |               |               |               |               |               |               |
| Miami                     | 32–7    | 2 / 9  | 2T            | A             | V             | V             | QF            | A             | A             | A             | A             | F             | 3T            | 4T            | SF            | A             | SF            | A             |
| Toronto / Montreal        | 31–3    | 4 / 7  | Non Tier I    | Non Tier I    | A             | A             | F             | A             | A             | V             | V             | V             | V             | F             | A             | SF            | A             | A             |
| Roma                      | 21–5    | 2 / 7  | Non Tier I    | Non Tier I    | V             | F             | F             | A             | A             | A             | A             | 3T            | 3T            | A             | V             | A             | A             | 2T            |
| Charleston                | 12–5    | 0 / 5  | Non Tier I    | Non Tier I    | A             | A             | A             | A             | A             | A             | A             | F             | SF            | 3T            | SF            | A             | 3T            | A             |
| Tokyo                     | 9–4     | 0 / 4  | Non Tier I    | Non Tier I    | Non Tier I    | Non Tier I    | Non Tier I    | A             | A             | A             | QF            | A             | A             | SF            | A             | A             | F             | F             |
| Indian Wells              | 8–4     | 0 / 4  | ND            | Non Tier I    | Non Tier I    | Non Tier I    | Non Tier I    | Non Tier I    | Non Tier I    | Non Tier I    | A             | A             | A             | 3T            | QF            | 2T            | SF            | A             |
| Berlino                   | 5–0     | 1 / 1  | A             | A             | V             | A             | A             | A             | A             | A             | A             | A             | A             | A             | A             | A             | A             | A             |
| Mosca                     | 3–1     | 0 / 1  | Non disputato | Non disputato | Non disputato | Non disputato | Non disputato | Non disputato | Non disputato | Non disputato | NTI           | A             | F             | A             | A             | A             | A             | A             |
| Chicago                   | 0–1     | 0 / 1  | Non Tier I    | Non Tier I    | 1T            | Non Tier I    | Non Tier I    | Non Tier I    | Non Tier I    | Non Tier I    | Non Tier I    | Non Tier I    | Non disputato | Non disputato | Non disputato | Non disputato | Non disputato | Non disputato |
| Zurigo                    | 0–0     | 0 / 0  | Non Tier I    | Non Tier I    | Non Tier I    | Non Tier I    | Non Tier I    | A             | A             | A             | A             | A             | A             | A             | A             | A             | A             | A             |
| Boca Raton                | 0–0     | 0 / 0  | Non Tier I    | Non Tier I    | Non Tier I    | A             | A             | Non Tier I    | Non Tier I    | Non Tier I    | Non disputato | Non disputato | Non disputato | Non disputato | Non disputato | Non disputato | Non disputato | Non disputato |
| Filadelfia                | 0–0     | 0 / 0  | Non Tier I    | Non Tier I    | Non Tier I    | Non Tier I    | Non Tier I    | A             | A             | A             | Non Tier I    | Non Tier I    | Non Tier I    | Non Tier I    | Non Tier I    | Non Tier I    | Non Tier I    | Non Tier I    |
| Statistiche generali      |         |        |               |               |               |               |               |               |               |               |               |               |               |               |               |               |               |               |
| Titoli–Finali             | 53–85   |        | 0–0           | 1–3           | 9–9           | 10–16         | 10–14         | 2–3           | 0–0           | 1–2           | 5–7           | 3–7           | 2–4           | 1–3           | 3–6           | 4–6           | 2–3           | 0–2           |
| Totale vittorie-sconfitte | 595–122 |        | 5–3           | 33–8          | 54–6          | 74–6          | 70–5          | 17–2          | 0–0           | 11–1          | 47–8          | 45–13         | 46–13         | 38–13         | 58–13         | 40–10         | 47–14         | 10–7          |
| Ranking a fine anno       |         |        | 86            | 6             | 2             | 1             | 1             | 8             | –             | 1             | 2             | 5             | 6             | 6             | 4             | 10            | 7             | 60            |

Notes:
- SF-B = ha perso in semifinale, ma poi ha vinto la finale per il bronzo
- A causa dell'accoltellamento dell'aprile 1993, la Seles fu assente dal circuito per oltre due anni fino all'agosto del 1995. Al momento dell'attacco era la numero 1 nel mondo. Al suo ritorno, la WTA decise che per i suoi primi sei tornei, sarebbe stata nº 1 al mondo insieme a Steffi Graf.
- ND = torneo non disputato.
- A = non ha partecipato al torneo.

## Record di vittorie consecutive

### 1990: 36
Questa striscia di vittorie è la più alta di Seles ed è la dodicesima dell'Era Open. La precedono:
- Martina Navrátilová: 74 (1984), 58 (1986–1987), 54 (1983–1984), 41 (1982), 39 (1982–1983), 38 (1977–1978);
- Steffi Graf: 66 (1989–1990), 46 (1988), 45 (1987), 36 (1993–1994);
- Chris Evert: 56 (1974);
- Martina Hingis: 37 (1997).

| #  | Evento                                     | Data inizio | Superficie  | Turno | Avversaria          | Ranking | Punteggio      | MS Rank. |
| -- | ------------------------------------------ | ----------- | ----------- | ----- | ------------------- | ------- | -------------- | -------- |
| 1  | Lipton International Players Championships | 19 marzo    | Cemento     | 2T    | Linda Wild          | 109     | 6–1, 6–4       | 6        |
| 2  | Lipton International Players Championships | 19 marzo    | Cemento     | 3T    | Laura Lapi          | 78      | 6–1, 6–1       | 6        |
| 3  | Lipton International Players Championships | 19 marzo    | Cemento     | 4T    | Rosalyn Fairbank    | 21      | 6–3, 6–4       | 6        |
| 4  | Lipton International Players Championships | 19 marzo    | Cemento     | QF    | Nathalie Herreman   | 21      | 6–3, 6–1       | 6        |
| 5  | Lipton International Players Championships | 19 marzo    | Cemento     | SF    | Nathalie Tauziat    | 15      | 6–3, 6–1       | 6        |
| 6  | Lipton International Players Championships | 19 marzo    | Cemento     | F     | Judith Wiesner      | 28      | 6–1, 6–2       | 6        |
| 7  | U.S. Women's Hard Court Championships      | 26 marzo    | Cemento     | RR    | Anne Smith          | 28      | 6–3, 7–5       | 4        |
| 8  | U.S. Women's Hard Court Championships      | 26 marzo    | Cemento     | QF    | Hana Mandlíková     | 27      | 6–4, 6–4       | 4        |
| 9  | U.S. Women's Hard Court Championships      | 26 marzo    | Cemento     | SF    | Rosalyn Fairbank    | 21      | 6–3, 6–0       | 4        |
| 10 | U.S. Women's Hard Court Championships      | 26 marzo    | Cemento     | F     | Manuela Maleeva     | 9       | 6–4, 6–3       | 4        |
| 11 | Eckerd Tennis Open                         | 16 aprile   | Terra rossa | 1T    | Sandy Collins       | 169     | 6–1, 6–1       | 3        |
| 12 | Eckerd Tennis Open                         | 16 aprile   | Terra rossa | 2T    | Donna Faber         | 67      | 6–0, 6–1       | 3        |
| 13 | Eckerd Tennis Open                         | 16 aprile   | Terra rossa | QF    | Susan Sloane        | 36      | 6–2, 6–0       | 3        |
| 14 | Eckerd Tennis Open                         | 16 aprile   | Terra rossa | SF    | Conchita Martínez   | 8       | 6–4, 6–0       | 3        |
| 15 | Eckerd Tennis Open                         | 16 aprile   | Terra rossa | F     | Katerina Maleeva    | 10      | 6–1, 6–0       | 3        |
| 16 | Internazionali d'Italia                    | 7 maggio    | Terra rossa | 2T    | Radka Zrubáková     | 38      | 6–4, 6–1       | 4        |
| 17 | Internazionali d'Italia                    | 7 maggio    | Terra rossa | 3T    | Mercedes Paz        | 92      | 6–1, 6–1       | 4        |
| 18 | Internazionali d'Italia                    | 7 maggio    | Terra rossa | QF    | Manuela Maleeva     | 7       | 6–0, 6–2       | 4        |
| 19 | Internazionali d'Italia                    | 7 maggio    | Terra rossa | SF    | Helen Kelesi        | 24      | 6–1, 6–2       | 4        |
| 20 | Internazionali d'Italia                    | 7 maggio    | Terra rossa | F     | Martina Navrátilová | 2       | 6–1, 6–1       | 4        |
| 21 | WTA German Open                            | 14 maggio   | Terra rossa | 2T    | Nicole Jagerman     | 43      | 6–1, 6–0       | 3        |
| 22 | WTA German Open                            | 14 maggio   | Terra rossa | 3T    | Manuela Maleeva     | 182     | 6–2, 6–3       | 3        |
| 23 | WTA German Open                            | 14 maggio   | Terra rossa | QF    | Conchita Martínez   | 10      | 6–0, 6–3       | 3        |
| 24 | WTA German Open                            | 14 maggio   | Terra rossa | SF    | Sandra Cecchini     | 32      | 6–1, 6–3       | 3        |
| 25 | WTA German Open                            | 14 maggio   | Terra rossa | F     | Steffi Graf         | 1       | 6–4, 6–3       | 3        |
| 26 | Open di Francia                            | 28 maggio   | Terra rossa | 1T    | Katia Piccolini     | 100     | 6–0, 6–0       | 3        |
| 27 | Open di Francia                            | 28 maggio   | Terra rossa | 2T    | Helen Kelesi        | 19      | 4–6, 6–4, 6–4  | 3        |
| 28 | Open di Francia                            | 28 maggio   | Terra rossa | 3T    | Leila Meskhi        | 25      | 7–6(4), 7–6(4) | 3        |
| 29 | Open di Francia                            | 28 maggio   | Terra rossa | 4T    | Laura Arraya        | 18      | 6–4, 6–0       | 3        |
| 30 | Open di Francia                            | 28 maggio   | Terra rossa | QF    | Manuela Maleeva     | 9       | 3–6, 6–1, 7–5  | 3        |
| 31 | Open di Francia                            | 28 maggio   | Terra rossa | SF    | Jennifer Capriati   | 24      | 6–2, 6–2       | 3        |
| 32 | Open di Francia                            | 28 maggio   | Terra rossa | F     | Steffi Graf         | 1       | 7–6(6), 6–4    | 3        |
| 33 | Torneo di Wimbledon                        | 25 giugno   | Erba        | 1T    | Maria Strandlund    | 85      | 6–2, 6–0       | 3        |
| 34 | Torneo di Wimbledon                        | 25 giugno   | Erba        | 2T    | Camille Benjamin    | 114     | 6–3, 7–5       | 3        |
| 35 | Torneo di Wimbledon                        | 25 giugno   | Erba        | 3T    | Anne Harris         | 58      | 6–3, 6–3       | 3        |
| 36 | Torneo di Wimbledon                        | 25 giugno   | Erba        | 4T    | Ann Henricksson     | 98      | 6–1, 6–0       | 3        |
| –  | Torneo di Wimbledon                        | 25 giugno   | Erba        | QF    | Zina Garrison       | 5       | 6–3, 3–6, 7–9  | 3        |

N.B.: In alcuni tornei Seles ha ottenuto un bye al primo turno facendo il suo esordio direttamente nel secondo turno.

### 1992–1993: 34
Questa striscia di vittorie è la quindicesima dell'Era Open ed oltre ad essere preceduta da quelle già nominate precedentemente, lo è anche da Venus Williams (35 – 2000). È a pari merito con: Evert (1981), Navrátilová (1985–1986) e Serena Williams (2013).
| #  | Evento                   | Data inizio     | Superficie | Turno | Avversaria              | Ranking | Punteggio        | MS Rank. |
| -- | ------------------------ | --------------- | ---------- | ----- | ----------------------- | ------- | ---------------- | -------- |
| 1  | US Open                  | 31 agosto 1992  | Cemento    | 1T    | Audra Keller            | 93      | 6–1, 6–0         | 1        |
| 2  | US Open                  | 31 agosto 1992  | Cemento    | 2T    | Lisa Raymond            | 220     | 7–5, 6–0         | 1        |
| 3  | US Open                  | 31 agosto 1992  | Cemento    | 3T    | Claudia Porwik          | 87      | 6–4, 6–0         | 1        |
| 4  | US Open                  | 31 agosto 1992  | Cemento    | 4T    | Gigi Fernández          | 31      | 6–1, 6–2         | 1        |
| 5  | US Open                  | 31 agosto 1992  | Cemento    | QF    | Patricia Hy-Boulais     | 36      | 6–1, 6–2         | 1        |
| 6  | US Open                  | 31 agosto 1992  | Cemento    | SF    | Mary Joe Fernández      | 7       | 6–3, 6–0         | 1        |
| 7  | US Open                  | 31 agosto 1992  | Cemento    | F     | Arantxa Sánchez Vicario | 5       | 6–3, 6–3         | 1        |
| 8  | Toray Pan Pacific Open   | 21 settembre    | Sintetico  | 2T    | Wang Shi-ting           | 83      | 6–0, 6–1         | 1        |
| 9  | Toray Pan Pacific Open   | 21 settembre    | Sintetico  | QF    | Naoko Sawamatsu         | 29      | 6–1, 6–0         | 1        |
| 10 | Toray Pan Pacific Open   | 21 settembre    | Sintetico  | SF    | Mary Joe Fernandez      | 7       | 6–0, 3–6, 6–4    | 1        |
| 11 | Toray Pan Pacific Open   | 21 settembre    | Sintetico  | F     | Gabriela Sabatini       | 3       | 6–2, 6–0         | 1        |
| 12 | Bank of the West Classic | 2 novembre      | Sintetico  | 2T    | Stephanie Rehe          | 64      | 6–4, 6–1         | 1        |
| 13 | Bank of the West Classic | 2 novembre      | Sintetico  | QF    | Iva Majoli              | 92      | 6–3, 6–1         | 1        |
| 14 | Bank of the West Classic | 2 novembre      | Sintetico  | SF    | Anke Huber              | 11      | 6–2, 6–3         | 1        |
| 15 | Bank of the West Classic | 2 novembre      | Sintetico  | F     | Martina Navrátilová     | 4       | 6–3, 6–4         | 1        |
| 16 | WTA Tour Championships   | 16 novembre     | Sintetico  | RR    | Nathalie Tauziat        | –       | 6–1, 6–2         | 1        |
| 17 | WTA Tour Championships   | 16 novembre     | Sintetico  | QF    | Jana Novotná            | –       | 3–6, 6–4, 6–1    | 1        |
| 18 | WTA Tour Championships   | 16 novembre     | Sintetico  | SF    | Gabriela Sabatini       | 3       | 7–6(6), 6–1      | 1        |
| 19 | WTA Tour Championships   | 16 novembre     | Sintetico  | F[1]  | Martina Navrátilová     | 4       | 7–5, 6–3, 6–1    | 1        |
| 20 | Australian Open          | 18 gennaio 1993 | Cemento    | 1T    | Gloria Pizzichini       | 98      | 6–1, 6–1         | 1        |
| 21 | Australian Open          | 18 gennaio 1993 | Cemento    | 2T    | Maria Strandlund        | 222     | 6–2, 6–0         | 1        |
| 22 | Australian Open          | 18 gennaio 1993 | Cemento    | 3T    | Patty Fendick           | 40      | 6–1, 6–0         | 1        |
| 23 | Australian Open          | 18 gennaio 1993 | Cemento    | 4T    | Nathalie Tauziat        | 16      | 6–2, 6–0         | 1        |
| 24 | Australian Open          | 18 gennaio 1993 | Cemento    | QF    | Julie Halard-Decugis    | 29      | 6–2, 6(5)–7, 6–0 | 1        |
| 25 | Australian Open          | 18 gennaio 1993 | Cemento    | SF    | Gabriela Sabatini       | 3       | 6–1, 6–2         | 1        |
| 26 | Australian Open          | 18 gennaio 1993 | Cemento    | F     | Steffi Graf             | 2       | 4–6, 6–3, 6–2    | 1        |
| 27 | Ameritech Cup            | 8 febbraio      | Sintetico  | 2T    | Kimberly Po             | 66      | 6–1, 6–2         | 1        |
| 28 | Ameritech Cup            | 8 febbraio      | Sintetico  | QF    | Brenda Schultz          | 30      | 4–6, 7–6(4), 6–4 | 1        |
| 29 | Ameritech Cup            | 8 febbraio      | Sintetico  | SF    | Mary Fernandez          | 7       | 6–3, 6–0         | 1        |
| 30 | Ameritech Cup            | 8 febbraio      | Sintetico  | F     | Martina Navrátilová     | 3       | 3–6, 6–2, 6–1    | 1        |
| 31 | Open Gaz de France       | 8 febbraio      | Sintetico  | 1T    | Claudia Porwik          | 95      | 6–1, 6–2         | 1        |
| 32 | Open Gaz de France       | 8 febbraio      | Sintetico  | 2T    | Judith Wiesner          | 27      | 6–1, 6–4         | 1        |
| 33 | Open Gaz de France       | 8 febbraio      | Sintetico  | QF    | Mary Pierce             | 13      | 6–2, 6–2         | 1        |
| 34 | Open Gaz de France       | 8 febbraio      | Sintetico  | SF    | Conchita Martínez       | 8       | 6–1, 6–1         | 1        |
| –  | Open Gaz de France       | 8 febbraio      | Sintetico  | F     | Martina Navrátilová     | 4       | 3–6, 6–4, 6(3)–7 | 1        |

- 1 La finale è stata disputata al meglio dei 5 sets.

N.B.: In alcuni tornei Seles ha ottenuto un bye al primo turno facendo il suo esordio direttamente nel secondo turno.

## Guadagni
| Anno     | Grande Slam     | Vittorie WTA    | Vittorie totali | Guadagno ($)    | Classifica montepremi guadagnato |
| -------- | --------------- | --------------- | --------------- | --------------- | -------------------------------- |
| 1990     | 1               | 8               | 9               | 1,637,222       | 2                                |
| 1991     | 3               | 7               | 10              | 2,422,206       | 1                                |
| 1992     | 3               | 7               | 10              | 2,622,352       | 1                                |
| 1993     | 1               | 1               | 2               | 437,588         | 16                               |
| 1994     | Nessun guadagno | Nessun guadagno | Nessun guadagno | Nessun guadagno | Nessun guadagno                  |
| 1995     | 0               | 1               | 1               | 397,010         | 16                               |
| 1996     | 1               | 4               | 5               | 1,154,499       | 5                                |
| 1997     | 0               | 3               | 3               | 914,020         | 5                                |
| 1998     | 0               | 2               | 2               | 1,021,672       | 6                                |
| 1999     | 0               | 1               | 1               | 744,741         | 8                                |
| 2000     | 0               | 3               | 3               | 1,140,850       | 5                                |
| 2001     | 0               | 4               | 4               | 627,211         | 15                               |
| 2002     | 0               | 2               | 2               | 1,096,630       | 8                                |
| 2003     | 0               | 0               | 0               | 276,213         | 38                               |
| Carriera | 9               | 44              | 53              | 14,891,762      | 13                               |

## Testa a testa con giocatrici classificate nella top-10
Le giocatrici contrassegnate in grassetto sono delle ex numero uno.
- Conchita Martínez 20–1
- Arantxa Sánchez Vicario 20–3
- Mary Joe Fernández 15–1
- Gabriela Sabatini 11–3
- Ai Sugiyama 10–0
- Nathalie Tauziat 10–0
- Martina Navrátilová 10–7
- / Manuela Maleeva Fragniere 9–0
- Anke Huber 9–0
- Amanda Coetzer 9–1
- Sandrine Testud 9–2
- Jennifer Capriati 9–5
- Barbara Schett 6–0
- Chanda Rubin 5–0
- Anna Kurnikova 5–1
- Brenda Schultz-McCarthy 5–1
- Julie Halard-Decugis 5–1
- / Nataša Zvereva 5–1
- Irina Spîrlea 5–3
- Mary Pierce 5–4
- Steffi Graf 5–10
- Martina Hingis 5–15
- Barbara Paulus 4–0
- Lori McNeil 4–0
- Magdalena Maleeva 4–1
- Zina Garrison 4–1
- / Jelena Dokić 4–1
- Justine Henin 4–3
- Jana Novotná 4–4
- Dominique Van Roost 3–0
- Patty Schnyder 3–0
- Iva Majoli 3–1
- Kimiko Date-Krumm 3–1
- Amélie Mauresmo 3–2
- Lindsay Davenport 3–10
- Paola Suárez 2–0
- Alicia Molik 2–0
- Karina Habšudová 2–0
- Helena Suková 2–0
- Pam Shriver 2–0
- / Hana Mandlíková 2–0
- Katerina Maleeva 2–0
- Daniela Hantuchová 1–0
- Elena Dement'eva 1–0
- Kim Clijsters 1–0
- Marija Šarapova 1–0
- Chris Evert 1–2
- Serena Williams 1–4
- Venus Williams 1–9
- Nadia Petrova 0–2